# Aeroportul Internațional La Aurora
Aeroportul Internațional La Aurora (în spaniolă Aeropuerto Internacional La Aurora) (IATA: GUA, ICAO: MGGT) este un aeroport din Guatemala Department⁠(d), Guatemala ce deservește zona Ciudad de Guatemala. Aeroportul a fost tranzitat în 2023 de 4.276.751 de pasageri. A fost numit după zona deservită.
Situat la o altitudine de 1.509 m, aeroportul dispune de 1 pistă.

## Infrastructură

### Piste
Aeroportul dispune de o singură pistă. Pista 02/20 are suprafața de asfalt și dimensiunile 2.987 m × 60 m. 